# 야쓰카역
야쓰카역(일본어: 谷塚駅, やつかえき)은 일본 사이타마현 소카시에 있는 도부 철도 이세사키 선 역이다. 역 번호는 TS 15이다.

## 역사
- 1925년 10월 1일: 영업 개시.
- 1987년: 2면 3선화.
- 1988년 8월 9일: 고가화 공사 완료. 1면 4선화.
- 1993년 7월 23일: 에스컬레이터 2기 가동 개시.
- 1994년 12월 19일: 엘리베이터 1개 공용 개시.
- 2012년 3월 17일: TS 15의 역 번호 도입[1].
- 2023년 11월 12일: 스크린도어 설치.

## 역 구조
섬식 승강장 1면 2선의 고가역이다. 완행선에만 승강장이 있다. 지상 시절에는 중간이 본선인 2면 4선의 배선이었다. 또, 고가 복복선화 공사 중인 1987년경 상하행 공용의 중간선을 가진 2면 3선의 역이었다.
화장실은 1층 개찰 내에 있고, 2008년도에 유니버설 디자인의 일환으로서 다기능 화장실이 설치되었다. 개찰 내 대합실의 계단 부분에 경사로가 있다. 엘리베이터 1기, 에스컬레이터 2기가 설치되어 있다.
정기권 매장이 설치되지 않았다.

### 승강장
| 번호 | 노선                 | 방향 | 행선                                                                   |
| ---- | -------------------- | ---- | ---------------------------------------------------------------------- |
| 1    | 도부 스카이트리 라인 | 상행 | 니시아라이·기타센주·도쿄 스카이트리·아사쿠사· 히비야선 나카메구로 방면 |
| 2    | 도부 스카이트리 라인 | 하행 | 소가·기타코시가야·가스카베·도부 도부쓰코엔· 닛코선 미나미쿠리하시 방면 |

## 역 주변

### 히가시구치
- 소카 경찰서 야쓰카 역전 파출소
- 소카 아리사와 복싱 도장
- 야쓰카 콜리나
  - 이나게야 소카 야쓰카점
  - 다이소
  - 마쓰모토기요시
- 야쓰카 우체국
- 히가시닛폰 은행 소카 지점
- 메디컬 토피아 소카 병원
- 닛코 가도(사이타마현도 제49호선, 옛 국도 제4호선)
- 야쓰카 장례식장
- 우엘시아 소카세자키점

### 니시구치
- 야쓰카 니시구치 상점가
- 소카 야쓰카니시 우체국
- 우엘시아 야쓰카점
- 소카 시 관공서 야쓰카 서비스 센터
- 도부 스토어 소카 야쓰카점

## 사진

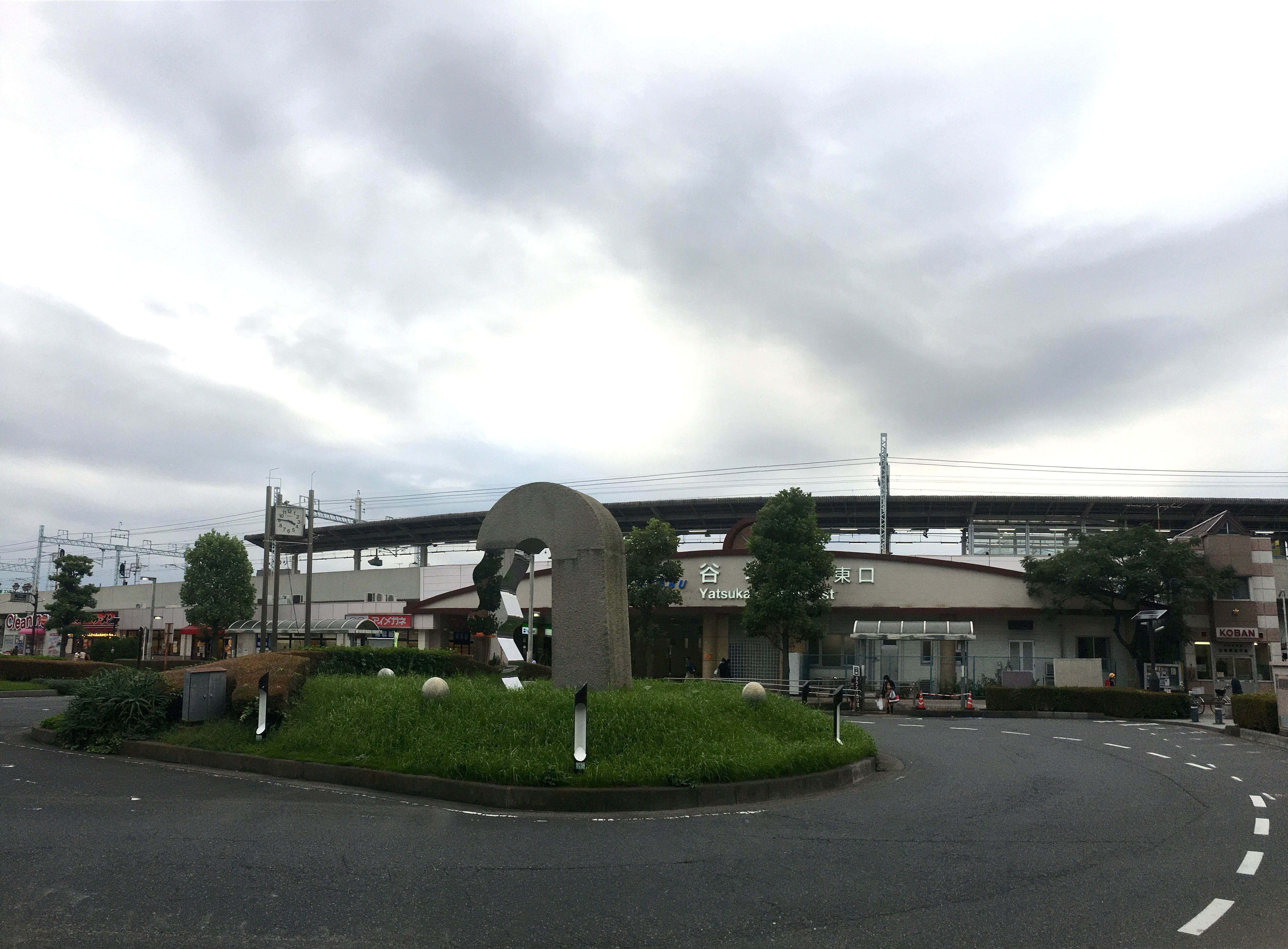
동쪽 출입구(2020년 10월 14일)

## 인접역
| 도부 철도 이세사키선(도부 스카이트리 라인) | 도부 철도 이세사키선(도부 스카이트리 라인) | 도부 철도 이세사키선(도부 스카이트리 라인) |
| ------------------------------------------ | ------------------------------------------ | ------------------------------------------ |
| TS 14 다케노쓰카 아사쿠사 방면             | ■ 보통                                     | 소카 TS 16 도부 도부쓰코엔 방면            |